# Croatia Songs
La Croatia Songs è la classifica dei brani musicali più venduti e riprodotti in streaming in Croazia, lanciata il 15 febbraio 2022 e redatta settimanalmente da Billboard.
La classifica, contemplante i dati di riproduzione in streaming e di vendite digitali fornite dalla Luminate Data, raggruppa le venticinque canzoni più popolari a livello nazionale nel paese europeo.

## Singoli al numero uno

### 2022
| Settimana         | Artista                              | Brano           | Note   |
| ----------------- | ------------------------------------ | --------------- | ------ |
| 19 febbraio 2022  | Senidah                              | Behute          | [ 2 ]  |
| 26 febbraio 2022  | Senidah                              | Behute          | [ 3 ]  |
| 5 marzo 2022      | Senidah                              | Behute          | [ 4 ]  |
| 12 marzo 2022     | Senidah                              | Behute          | [ 5 ]  |
| 19 marzo 2022     | Konstrakta                           | In corpore sano | [ 6 ]  |
| 26 marzo 2022     | Konstrakta                           | In corpore sano | [ 7 ]  |
| 2 aprile 2022     | Nucci                                | Crno oko        | [ 8 ]  |
| 9 aprile 2022     | Jala Brat, Buba Corelli e RAF Camora | Criminal        | [ 9 ]  |
| 16 aprile 2022    | Inas                                 | Nyokosuzi       | [ 10 ] |
| 23 aprile 2022    | Inas                                 | Nyokosuzi       | [ 11 ] |
| 30 aprile 2022    | Inas                                 | Nyokosuzi       | [ 12 ] |
| 7 maggio 2022     | Inas                                 | Nyokosuzi       | [ 13 ] |
| 14 maggio 2022    | Inas                                 | Nyokosuzi       | [ 14 ] |
| 21 maggio 2022    | Voyage e Nucci                       | Gad             | [ 15 ] |
| 28 maggio 2022    | Voyage e Nucci                       | Gad             | [ 16 ] |
| 4 giugno 2022     | Voyage e Nucci                       | Gad             | [ 17 ] |
| 11 giugno 2022    | Voyage e Nucci                       | Gad             | [ 18 ] |
| 18 giugno 2022    | Voyage e Nucci                       | Gad             | [ 19 ] |
| 25 giugno 2022    | Voyage                               | Tango           | [ 20 ] |
| 2 luglio 2022     | Voyage                               | Tango           | [ 21 ] |
| 9 luglio 2022     | Milica Pavlović                      | Provereno       | [ 22 ] |
| 16 luglio 2022    | Milica Pavlović                      | Provereno       | [ 23 ] |
| 23 luglio 2022    | Henny                                | Martini         | [ 24 ] |
| 30 luglio 2022    | Henny                                | Martini         | [ 25 ] |
| 6 agosto 2022     | Henny                                | Martini         | [ 26 ] |
| 13 agosto 2022    | Henny                                | Martini         | [ 27 ] |
| 20 agosto 2022    | Jala Brat e Buba Corelli             | Warsaw          | [ 28 ] |
| 27 agosto 2022    | Jala Brat e Buba Corelli             | Coco            | [ 29 ] |
| 3 settembre 2022  | Jala Brat e Buba Corelli             | Coco            | [ 30 ] |
| 10 settembre 2022 | Jala Brat e Buba Corelli             | Coco            | [ 31 ] |
| 17 settembre 2022 | Jala Brat e Buba Corelli             | Coco            | [ 32 ] |
| 24 settembre 2022 | Jala Brat e Buba Corelli             | Coco            | [ 33 ] |
| 1º ottobre 2022   | Jala Brat e Buba Corelli             | LaMelo          | [ 34 ] |
| 8 ottobre 2022    | Sanja Vučić                          | Omadjijan       | [ 35 ] |
| 15 ottobre 2022   | Sanja Vučić                          | Omadjijan       | [ 36 ] |
| 22 ottobre 2022   | Sajfer                               | Karneval        | [ 37 ] |
| 29 ottobre 2022   | Voyage ed Elena                      | London          | [ 38 ] |
| 5 novembre 2022   | Voyage ed Elena                      | London          | [ 39 ] |
| 12 novembre 2022  | Voyage ed Elena                      | London          | [ 40 ] |
| 19 novembre 2022  | Sajfer                               | Karneval        | [ 41 ] |
| 26 novembre 2022  | Zera                                 | Kalasi          | [ 42 ] |
| 3 dicembre 2022   | Zera                                 | Kalasi          | [ 43 ] |
| 10 dicembre 2022  | Zera                                 | Kalasi          | [ 44 ] |
| 17 dicembre 2022  | Sanja Vučić e Nucci                  | Đerdan          | [ 45 ] |
| 24 dicembre 2022  | Sanja Vučić e Nucci                  | Đerdan          | [ 46 ] |
| 31 dicembre 2022  | Sanja Vučić e Nucci                  | Đerdan          | [ 47 ] |

### 2023
| Settimana         | Artista                  | Brano       | Note   |
| ----------------- | ------------------------ | ----------- | ------ |
| 7 gennaio 2023    | Sanja Vučić e Nucci      | Đerdan      | [ 48 ] |
| 14 gennaio 2023   | Voyage                   | La la la    | [ 49 ] |
| 21 gennaio 2023   | Voyage                   | La la la    | [ 50 ] |
| 28 gennaio 2023   | Miley Cyrus              | Flowers     | [ 51 ] |
| 4 febbraio 2023   | Miley Cyrus              | Flowers     | [ 52 ] |
| 11 febbraio 2023  | Miley Cyrus              | Flowers     | [ 53 ] |
| 18 febbraio 2023  | Nucci                    | Automatti   | [ 54 ] |
| 25 febbraio 2023  | Nucci                    | Automatti   | [ 55 ] |
| 4 marzo 2023      | Nucci                    | Automatti   | [ 56 ] |
| 11 marzo 2023     | Jala Brat e Buba Corelli | SOS         | [ 57 ] |
| 18 marzo 2023     | Jala Brat e Buba Corelli | SOS         | [ 58 ] |
| 25 marzo 2023     | Jala Brat e Buba Corelli | SOS         | [ 59 ] |
| 1º aprile 2023    | Jala Brat e Buba Corelli | SOS         | [ 60 ] |
| 8 aprile 2023     | Jala Brat e Buba Corelli | SOS         | [ 61 ] |
| 15 aprile 2023    | Breskvica e Teodora      | Drift       | [ 62 ] |
| 22 aprile 2023    | Breskvica e Teodora      | Drift       | [ 63 ] |
| 29 aprile 2023    | Grše                     | Mamma mia   | [ 64 ] |
| 6 maggio 2023     | Grše                     | Mamma mia   | [ 65 ] |
| 13 maggio 2023    | Grše                     | Mamma mia   | [ 66 ] |
| 20 maggio 2023    | Grše                     | Mamma mia   | [ 67 ] |
| 27 maggio 2023    | Grše                     | Mamma mia   | [ 68 ] |
| 3 giugno 2023     | Grše                     | Mamma mia   | [ 69 ] |
| 10 giugno 2023    | Devito feat. Breskvica   | Tu tu tu    | [ 70 ] |
| 17 giugno 2023    | Devito feat. Breskvica   | Tu tu tu    | [ 71 ] |
| 24 giugno 2023    | Grše                     | Mamma mia   | [ 72 ] |
| 1º luglio 2023    | Grše                     | Mamma mia   | [ 73 ] |
| 8 luglio 2023     | Grše                     | Mamma mia   | [ 74 ] |
| 15 luglio 2023    | Grše                     | Mamma mia   | [ 75 ] |
| 22 luglio 2023    | Grše                     | Mamma mia   | [ 76 ] |
| 29 luglio 2023    | Grše                     | Mamma mia   | [ 77 ] |
| 5 agosto 2023     | Grše                     | Mamma mia   | [ 78 ] |
| 12 agosto 2023    | Grše                     | Mamma mia   | [ 79 ] |
| 19 agosto 2023    | Grše                     | Mamma mia   | [ 80 ] |
| 26 agosto 2023    | Grše                     | Mamma mia   | [ 81 ] |
| 2 settembre 2023  | Grše                     | Mamma mia   | [ 82 ] |
| 9 settembre 2023  | Voyage                   | Svrati      | [ 83 ] |
| 16 settembre 2023 | Voyage                   | Svrati      | [ 84 ] |
| 23 settembre 2023 | Aleksandra Prijović      | Dam dam dam | [ 85 ] |
| 30 settembre 2023 | Aleksandra Prijović      | Dam dam dam | [ 86 ] |
| 7 ottobre 2023    | Aleksandra Prijović      | Dam dam dam | [ 87 ] |
| 14 ottobre 2023   | Aleksandra Prijović      | Dam dam dam | [ 88 ] |
| 21 ottobre 2023   | Aleksandra Prijović      | Dam dam dam | [ 89 ] |
| 28 ottobre 2023   | Aleksandra Prijović      | Dam dam dam | [ 90 ] |
| 4 novembre 2023   | Aleksandra Prijović      | Dam dam dam | [ 91 ] |
| 11 novembre 2023  | Aleksandra Prijović      | Dam dam dam | [ 92 ] |
| 18 novembre 2023  | Aleksandra Prijović      | Dam dam dam | [ 93 ] |
| 25 novembre 2023  | Desingerica              | CCokolada   | [ 94 ] |
| 2 dicembre 2023   | Desingerica              | CCokolada   | [ 95 ] |
| 9 dicembre 2023   | Desingerica              | CCokolada   | [ 96 ] |
| 16 dicembre 2023  | Aleksandra Prijović      | Dam dam dam | [ 97 ] |
| 23 dicembre 2023  | Coby e Rouzi             | Jao mama    | [ 98 ] |
| 30 dicembre 2023  | Coby e Rouzi             | Jao mama    | [ 99 ] |

### 2024
| Settimana         | Artista                          | Brano            | Note    |
| ----------------- | -------------------------------- | ---------------- | ------- |
| 6 gennaio 2024    | Coby e Rouzi                     | Jao mama         | [ 100 ] |
| 13 gennaio 2024   | Coby e Rouzi                     | Jao mama         | [ 101 ] |
| 20 gennaio 2024   | Coby e Rouzi                     | Jao mama         | [ 102 ] |
| 27 gennaio 2024   | Coby e Rouzi                     | Jao mama         | [ 103 ] |
| 3 febbraio 2024   | Relja                            | Sve si znala     | [ 104 ] |
| 10 febbraio 2024  | Amna e Biba                      | Naslovna         | [ 105 ] |
| 17 febbraio 2024  | Grše e Miach                     | Fantazija        | [ 106 ] |
| 24 febbraio 2024  | Grše e Miach                     | Fantazija        | [ 107 ] |
| 2 marzo 2024      | Grše e Miach                     | Fantazija        | [ 108 ] |
| 9 marzo 2024      | Grše e Miach                     | Fantazija        | [ 109 ] |
| 16 marzo 2024     | Grše e Miach                     | Fantazija        | [ 110 ] |
| 23 marzo 2024     | Grše e Miach                     | Fantazija        | [ 111 ] |
| 30 marzo 2024     | Grše e Miach                     | Fantazija        | [ 112 ] |
| 6 aprile 2024     | Grše e Miach                     | Fantazija        | [ 113 ] |
| 13 aprile 2024    | Grše e Miach                     | Fantazija        | [ 114 ] |
| 20 aprile 2024    | Grše e Miach                     | Fantazija        | [ 115 ] |
| 27 aprile 2024    | Grše e Miach                     | Fantazija        | [ 116 ] |
| 4 maggio 2024     | Grše e Miach                     | Fantazija        | [ 117 ] |
| 11 maggio 2024    | Grše e Miach                     | Fantazija        | [ 118 ] |
| 18 maggio 2024    | Grše e Miach                     | Fantazija        | [ 119 ] |
| 25 maggio 2024    | Baby Lasagna                     | Rim Tim Tagi Dim | [ 120 ] |
| 1º giugno 2024    | Hiljson Mandela e Biba           | Ankaran          | [ 121 ] |
| 8 giugno 2024     | Hiljson Mandela e Biba           | Ankaran          | [ 122 ] |
| 15 giugno 2024    | Hiljson Mandela e Biba           | Ankaran          | [ 123 ] |
| 22 giugno 2024    | Hiljson Mandela e Biba           | Ankaran          | [ 124 ] |
| 29 giugno 2024    | Grše                             | Forza            | [ 125 ] |
| 6 luglio 2024     | Grše                             | Forza            | [ 126 ] |
| 13 luglio 2024    | Grše                             | Forza            | [ 127 ] |
| 20 luglio 2024    | Grše                             | Forza            | [ 128 ] |
| 27 luglio 2024    | Grše                             | Forza            | [ 129 ] |
| 3 agosto 2024     | Grše                             | Forza            | [ 130 ] |
| 10 agosto 2024    | Grše                             | Forza            | [ 131 ] |
| 17 agosto 2024    | Grše                             | Forza            | [ 132 ] |
| 24 agosto 2024    | Grše                             | Forza            | [ 133 ] |
| 31 agosto 2024    | Grše                             | Forza            | [ 134 ] |
| 7 settembre 2024  | Grše                             | Forza            | [ 135 ] |
| 14 settembre 2024 | Grše                             | Forza            | [ 136 ] |
| 21 settembre 2024 | Jala Brat e Buba Corelli         | Bez koda         | [ 137 ] |
| 28 settembre 2024 | Jala Brat e Buba Corelli         | Bez koda         | [ 138 ] |
| 5 ottobre 2024    | Jala Brat e Buba Corelli         | Bez koda         | [ 139 ] |
| 12 ottobre 2024   | Jala Brat e Buba Corelli         | Bez koda         | [ 140 ] |
| 19 ottobre 2024   | Jala Brat e Buba Corelli         | Bez koda         | [ 141 ] |
| 26 ottobre 2024   | Nucci, Biba e Devito             | Hi hi - Ha ha    | [ 142 ] |
| 2 novembre 2024   | Nucci, Biba e Devito             | Hi hi - Ha ha    | [ 143 ] |
| 9 novembre 2024   | Nucci, Biba e Devito             | Hi hi - Ha ha    | [ 144 ] |
| 16 novembre 2024  | Jala Brat e Buba Corelli         | Bez koda         | [ 145 ] |
| 23 novembre 2024  | Miach e Hiljson Mandela          | Anđeo            | [ 146 ] |
| 30 novembre 2024  | Miach e Hiljson Mandela          | Anđeo            | [ 147 ] |
| 7 dicembre 2024   | Miach e Hiljson Mandela          | Anđeo            | [ 148 ] |
| 14 dicembre 2024  | Miach e Hiljson Mandela          | Anđeo            | [ 149 ] |
| 21 dicembre 2024  | Miach e Hiljson Mandela          | Anđeo            | [ 150 ] |
| 28 dicembre 2024  | Jala Brat, Buba Corelli ed Elena | Blaka blaka      | [ 151 ] |

### 2025
| Settimana        | Artista                          | Brano                   | Note    |
| ---------------- | -------------------------------- | ----------------------- | ------- |
| 4 gennaio 2025   | Jala Brat e Buba Corelli         | Bass                    | [ 152 ] |
| 11 gennaio 2025  | Miach e Hiljson Mandela          | Anđeo                   | [ 153 ] |
| 18 gennaio 2025  | Miach e Hiljson Mandela          | Anđeo                   | [ 154 ] |
| 25 gennaio 2025  | Miach e Hiljson Mandela          | Anđeo                   | [ 155 ] |
| 1º febbraio 2025 | Miach e Hiljson Mandela          | Anđeo                   | [ 156 ] |
| 8 febbraio 2025  | Miach e Hiljson Mandela          | Anđeo                   | [ 157 ] |
| 15 febbraio 2025 | Thompson feat. Hrvatske ruže     | Ako ne znaš šta je bilo | [ 158 ] |
| 22 febbraio 2025 | Thompson feat. Hrvatske ruže     | Ako ne znaš šta je bilo | [ 159 ] |
| 1º marzo 2025    | Thompson feat. Hrvatske ruže     | Ako ne znaš šta je bilo | [ 160 ] |
| 8 marzo 2025     | Miach e Hiljson Mandela          | Anđeo                   | [ 161 ] |
| 15 marzo 2025    | Miach e Hiljson Mandela          | Anđeo                   | [ 162 ] |
| 22 marzo 2025    | Miach e Hiljson Mandela          | Anđeo                   | [ 163 ] |
| 29 marzo 2025    | Miach e Hiljson Mandela          | Anđeo                   | [ 164 ] |
| 5 aprile 2025    | Jala Brat, Buba Corelli ed Elena | Blaka blaka             | [ 165 ] |
| 12 aprile 2025   | Thompson feat. Hrvatske ruže     | Ako ne znaš šta je bilo | [ 166 ] |
| 19 aprile 2025   | Rasta                            | Tajland                 | [ 167 ] |
| 26 aprile 2025   | Rasta                            | Tajland                 | [ 168 ] |
| 3 maggio 2025    | Rasta                            | Tajland                 | [ 169 ] |
| 10 maggio 2025   | Rasta                            | Tajland                 | [ 170 ] |
| 17 maggio 2025   | Rasta                            | Tajland                 | [ 171 ] |
| 24 maggio 2025   | Grše                             | Abu Dhabi               | [ 172 ] |
| 31 maggio 2025   | Desingerica                      | Cchap cchap             | [ 173 ] |
| 7 giugno 2025    | Desingerica                      | Cchap cchap             | [ 174 ] |
| 14 giugno 2025   | Desingerica                      | Cchap cchap             | [ 175 ] |
| 21 giugno 2025   | Jala Brat e Buba Corelli         | Tec-9                   | [ 176 ] |
| 28 giugno 2025   | Jala Brat e Buba Corelli         | Tec-9                   | [ 177 ] |
| 5 luglio 2025    | Jala Brat e Buba Corelli         | Tec-9                   | [ 178 ] |
| 12 luglio 2025   | Jala Brat e Buba Corelli         | Tec-9                   | [ 179 ] |
| 19 luglio 2025   | Jala Brat e Buba Corelli         | Tec-9                   | [ 180 ] |
| 26 luglio 2025   | Jala Brat e Buba Corelli         | Tec-9                   | [ 181 ] |
| 2 agosto 2025    | Jala Brat e Buba Corelli         | Tec-9                   | [ 182 ] |
| 9 agosto 2025    | Jala Brat e Buba Corelli         | Tec-9                   | [ 183 ] |
| 16 agosto 2025   | Jala Brat e Buba Corelli         | Tec-9                   | [ 184 ] |
| 23 agosto 2025   | Jala Brat e Buba Corelli         | Tec-9                   | [ 185 ] |